# Oksybutynina
Oksybutynina – organiczny związek chemiczny, lek antycholinergiczny używany głównie do leczenia problemów związanych z pęcherzem i oddawaniem moczu, tj. nietrzymanie moczu związane z nadreaktywnością mięśni wypieracza pęcherza moczowego.
Na zachodzie (np. w USA) stosowana także w leczeniu nadpotliwości (wykorzystywane są wówczas jej ogólne właściwości parasympatykolityczne). Jest związkiem chiralnym, produkt farmaceutyczny jest mieszaniną racemiczną obu enancjomerów.
Oksybutynina może być podawana doustnie i w postaci roztworu soli fizjologicznej, we wlewach dopęcherzowych. Podawana doustnie, powoduje szereg stosunkowo uciążliwych skutków ubocznych jak suchość w jamie ustnej, rozszerzenie źrenic, niewyraźne widzenie, tachykardię zatokową, zaparcia stolca, jak również zaburzenia pamięci. Podawana miejscowo (we wlewach) nie wykazuje działań niepożądanych tego typu.

## Farmakodynamika
Oksybutynina jest kompetytywnym antagonistą acetylocholinowych receptorów muskarynowych M1, M2, M3, M4 i M5. Pożądany efekt terapeutyczny (działanie na pęcherz) jest osiągany tylko dzięki blokowaniu receptorów M3 – stosunkowo nieselektywna równoczesna blokada pozostałych typów tych receptorów odpowiada praktycznie wyłącznie za skutki uboczne. Może być to jednak wykorzystane w objawowym leczeniu nadpotliwości, przy zachowaniu stosownej ostrożności.
Jej aktywny farmakologicznie metabolit, N-deetylooksybutynina, może osiągać we krwi poziom 6-krotnie wyższy niż lek macierzysty.

## Farmakokinetyka
Oksybutynina jest metabolizowana przez układ wątrobowego cytochromu P450. Enzymy metabolizujące (na drodze deetylacji) ten lek do równie aktywnego metabolitu, N-deetylooksybutyniny, to CYP3A4 i CYP3A5.
Dodatkowo sama oksybutynina hamuje dość wyraźnie enzym CYP2D6, co należy uwzględnić w przypadku przyjmowania leków i innych substancji metabolizowanych przez ten enzym. Po dalszym metabolizmie, kolejne nieaktywne metabolity leku są wydalane z moczem (niezmieniona oksybutynina oraz deetylooksybutynina, wykrywane w moczu, stanowią odpowiednio po mniej niż 0,1% przyjętej dawki leku), po uprzednim przypuszczalnym sprzęganiu z kwasem glukuronowym lub w postaci wolnej.